# Михайленко Парасковія Іванівна
Парасковія Іванівна Михайленко (1898, село Красний Куток Грайворонського повіту Курської губернії, тепер Бєлгородської області, Російська Федерація — 1988, місто Харків) — українська радянська діячка, інженер-хімік, декан факультету технології органічних речовин Харківського політехнічного інституту, доктор технічних наук (1969), професор (1969). Депутат Верховної Ради УРСР 2—4-го скликань.

## Біографія
Народилася у родині селянина-бідняка. Трудову діяльність розпочала у 1914 році ученицею ткалі в кустарній фарбувально-ткацькій школі. З 1917 року працювала інструктором з фарбування на ткацькій фабриці. У 1919 році була слухачкою вечірнього робітничого факультету в Саратові.
Член РКП(б) з 1919 року.
З 1921 по 1928 рік навчалася у Харківському технологічному інституті. Після закінчення інституту, з 1928 році працювала асистентом кафедри технології органічних речовин. Одночасно була прийнята до аспірантури цього ж інституту. Закінчила однорічні курси з вивчення військово-хімічних дисциплін при Військово-технічній академії РСЧА.
У 1936 році їй присвоєно науковий ступінь кандидата технічних наук, а у 1938 році — вчене звання доцента. Працювала доцентом Харківського хіміко-технологічного (політехнічного) інституту.
У 1947—1953 р. — декан факультету технології органічних речовин Харківського політехнічного інституту імені Леніна.
У 1969 році захистила в Харківському політехнічному інституті докторську дисертацію на тему: «Исследование образования, состава и свойств металлосодержащих комплексных соединений некоторых органических полупродуктов и красителей, получаемых непосредственно на белковых и полиамидных волокнах». У 1969 році їй присвоєно вчене звання професора.
Автор понад 50 наукових робіт у галузі хімії неорганічних речовин. Досліджувала проблеми технології органічних барвників.
Обиралася членом Харківського обласного і міського комітетів КП(б)У, була делегатом декількох з'їздів партії.

## Нагороди
- орден Трудового Червоного Прапора
- медалі